# Tillandsia purpurea
Tillandsia purpurea es una especie de planta epífita dentro del género  Tillandsia. Es originaria de Perú.

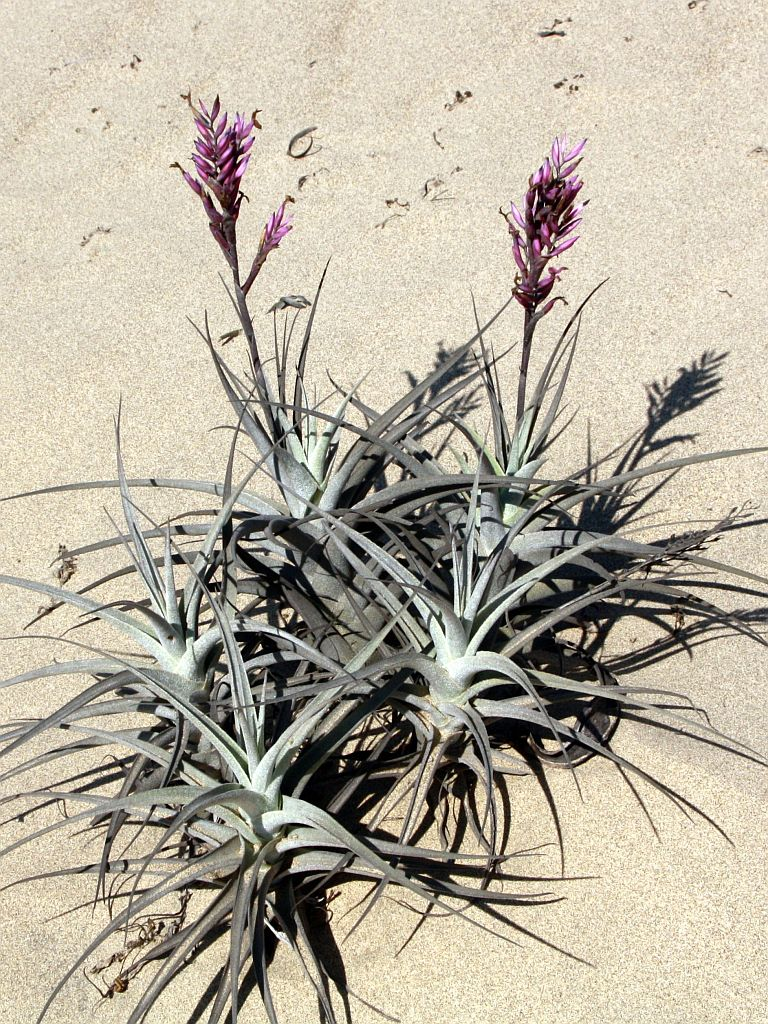
Vista de la planta

## Cultivar
- Tillandsia 'Shooting Star'[1]

## Taxonomía
Tillandsia purpurea fue descrita por Ruiz & Pav. y publicado en Flora Peruviana, et Chilensis 3: 41, t. 270, f.a. 1802.
Etimología
Tillandsia: nombre genérico que fue nombrado por Carlos Linneo en 1738 en honor al médico y botánico finlandés Dr. Elias Tillandz (originalmente Tillander) (1640-1693).
purpurea: epíteto latíno que significa "de color púrpura"
Sinonimia
- Anoplophytum longibracteatum (Meyen) Beer
- Platystachys azurea (C.Presl) Beer
- Platystachys purpurea (Ruiz & Pav.) Beer
- Platystachys scoparia Beer
- Tillandsia azurea C.Presl
- Tillandsia longibracteata Meyen
- Tillandsia scoparia Willd. ex Schult. & Schult.f.	[4][5]